# John McLoughlin
John McLoughlin (Nova Iorque, 1953) é um policial norte-americano aposentado.
John é um dos dois policiais da cidade que sobreviveram após ficarem presos nos destroços do World Trade Center durante os ataques de 11 de setembro de 2001. Seu resgate e o de Will Jimeno foram tema do filme de 2006, de Oliver Stone, World Trade Center, em que John é interpretado por Nicolas Cage.

## Biografia
John nasceu na cidade de Nova Iorque, em 1953 e formou-se em administração de empresas pela Universidade Estadual de Nova York, em Oswego, sendo ex-membro da fraternidade Sigma Tau Chi.

## 11 de setembro de 2001
John comandava um grupo de policiais, incluindo Jimeno, que estava no saguão principal entre as duas torres quando a Torre Sul desabou. Os cinco correram para um elevador próximo e foram soterrados pelos escombros do saguão. Os policiais Antonio Rodrigues e Chris Amoroso foram mortos na hora. John, Jimeno e Dominick Pezzulo ficaram presos, mas vivos. O elevador de carga conteve parte dos blocos, criando um vão onde eles puderam se abrigar.
Pezzulo não ficou preso nos escombros e uma vez livre, podendo se movimentar, tentou ajudar a soltar Jimeno, mas o colapso da Torre Norte causou movimentação no elevador e queda de mais destroços sobre os três. Pezzulo ficou mortalmente ferido e morreu alguns minutos depois. John e Jimeno ficaram mais de 10 horas soterrados, gritando por socorro. Eles foram resgatados no dia seguinte aos atentados, pelo sargeto aposentado Jason Thomas, do Corpo de Fuzileiros Navais dos Estados Unidos]] e pelo primeiro sargento Dave Karnes, que ouviram o choro dos dois policiais.
O resgate dos dois policiais foi bastante difícil diante das condições do local. Jimeno foi retirado depois de 13 horas soterrado, enquanto John foi resgatado depois de 22 horas. John estava gravemente ferido. Os médicos o colocoram em coma induzido por sies semanas. Ele passou por 27 cirurgias e ficou três meses no hospital, fazendo fisioterapia.
Quatro meses depois do resgate, McLoughlin e Jimeno, ambos aposentados, participaram de uma cerimonia no Marco Zero, onde viram a última coluna ser removida. Apenas 20 pessoas foram resgatadas com vida dos destroços das Torres Gêmeas, sendo que Jimeno foi o 18º sobrevivente e John o 19º. 
Em 11 de junho de 2002, John McLoughlin (com um andador) e Jimeno (mancando) atravessaram o palco no Madison Square Garden para receber a Medalha de Honra da Autoridade Portuária do Departamento de Polícia de Nova Iorque.

## Na mídia
O filme World Trade Center (2006) conta a história de McLoughlin (interpretado por Nicolas Cage) e Will Jimeno, (interpretado por Michael Peña).